# 第121師団 (日本軍)
第121師団（だいひゃくにじゅういちしだん）は、大日本帝国陸軍の師団の一つ。

## 沿革
太平洋戦争末期、多くの師団が満洲から南方戦線と本土決戦準備に転用されたことに伴い、満洲防備強化を目的として1945年（昭和20年）1月16日に軍令陸甲下令により、第121・第122・第123・第124・第125・第126・第127・第128師団の8個師団の編成が発令された。 
第121師団は、第28師団が満洲から宮古島に転用されたため、浜江省成高子において第28師団の残留者を基幹に騎兵第3旅団の騎砲兵第3連隊と同旅団輜重隊を加えて編成された。
1945年3月30日に編成を完結後、満洲から朝鮮半島南部に転用され第58軍に編入された。同年6月、済州島に移動し、同島東部で連合国軍の上陸に備えて防禦陣地の構築などを行っていたが、戦闘を交えることなく終戦を迎えた。

## 師団概要

### 歴代師団長
- 正井義人 中将：1945年（昭和20年）1月20日 - 終戦[1]

### 参謀長
- 梅木留助 大佐：1945年（昭和20年）1月25日 - 終戦[2]

### 最終司令部構成
- 参謀長：梅木留助大佐
  - 参謀：加藤功中佐
  - 参謀：市川英之進少佐

### 最終所属部隊
- 歩兵第262連隊（丸亀）：中西熊太大佐
- 歩兵第263連隊（徳島）：井野八郎大佐
- 歩兵第264連隊（高知）：森永清大佐
- 野砲兵第121連隊（善通寺）：今井建己大佐
- 工兵第121連隊（善通寺）：佐藤今朝次郎少佐
- 輜重兵第121連隊（善通寺）：松田謹之助中佐
- 第121師団通信隊
- 第121師団兵器勤務隊
- 第121師団病馬廠